# بلال حجي
بلال حجي (بالأحرف اللاتينية Bilal Hajji) ويعرف أيضا بـ The Chef أو بـ Bilal "The Chef" Hajji هو مؤلف كلمات أغاني مهم قاطن في السويد ويتعاون بشكل كبير مع المنتج المغربي السويدي الشهير ريدوان (بالأحرف اللاتينية RedOne) وكتب بالتعاون مع مجموعة من الفنانين كلمات أغاني لـ جينيفر لوبيز، بيتبول، إنريكيه إغليسياس، إيكون، ون دايركشن، نيكي مناج ومغني الراي الشاب خالد.
وكان بلال بدأ حياته الفنية بكتابة أغان للمغني السويدي الكردي دارين زانيار، حيث حاز مع ريدوان على جائزة غرامي السويدية لأغنية دارين Step Up التي وصلت إلى قائمة أكثر الأغنيات السويدية مبيعا. وله عدة أغاني للمغني السويدي الكونغولي الأصل Mohombi وKat DeLuna وللمغنية الإنكليزية Alexandra Burke وأيضا لـ ليدي غاغا، Sean Kingston.

## روابط خارجية
- بلال حجي على موقع IMDb (الإنجليزية)
- بلال حجي على موقع ميوزك برينز (الإنجليزية)
- بلال حجي على موقع ديسكوغز (الإنجليزية)